# アンリエット・ド・フランス
アンリエット・アンヌ・ド・フランス（Henriette Anne de France, 1727年8月14日 - 1752年2月10日）は、フランス国王ルイ15世と王妃マリー・レクザンスカの第2王女。双子の姉にルイーズ・エリザベートがいる。
ルイ15世がルイーズ・エリザベートとともに一番可愛がった王女である。肖像画に残されているように、音楽をとりわけ好んだ。
アンリエットは天然痘によって、未婚のまま24歳で死去した。遺体はサン＝ドニに埋葬され、双子の姉ルイーズ・エリザベートが1759年に死去した際には一緒に葬られた。彼女の墓は、フランス革命の際に他の王族の墓とともに荒らされた。

## エピソード
王太子ルイは、何人もいた姉妹の中で、アンリエットと特に親しかった。
ルイは最初の妻を早くに亡くし、後妻としてマリー＝ジョゼフを迎えた。
最初の妻マリー＝テレーズの死から立ち直れなかったルイは、結婚当初マリー＝ジョゼフのことを非常に嫌った。そんな弟に対してアンリエットは、最初の妻の死による悲しみをマリー＝ジョゼフに背負わせるのは不当であると弟を諭し、弟夫婦の仲を取り持った。